# Сфинктер
Сфинктер (на латински: sphincter; на старогръцки: σφιγκτήρ) се наричат няколко пръстеновидни мускула, разположени около отвърстието на даден орган. В човешкото тяло има над 50 различни сфинктера, някои от които са микроскопични по размер (precapillary sphincters).

## Класификация
- Сфинктери на храносмилателната система – в храносмилателната система има около 35 различни сфинктери, някои от които са:
  - Сфинктери в устата: кръгов околоустен мускул – мимически мускул
  - Сфинктери в хранопровода: горен езофагеален сфинктер (upper esophageal sphincter) и долен езофагеален сфинктер (lower esophageal sphincter), познат още като сърдечен сфинктер (cardiac sphincter) или кардия (cardia).
  - Сфинктери в стомаха: пилорен сфинктер, познат още като мускул на пилора
  - Сфинктери в дванадесетопръстника: подут сфинктер, супрапапиларен сфинктер, препапиларен сфинктер, инфрапапиларен сфинктер, сфинктер на Окснард, дуоденоеюнален сфинктер.
  - Сфинктери на жлъчката и панкреаса: сфинктери на Oдди (това са сфинктера на Вестфал, жлъчния сфинктер и панкреасния сфинктер), сфинктер на Мирицци, сфинктер на Люткенс и сфинктер на Хелли.
  - Сфинктери в дебелото черво: сигма-ректален сфинктер, илео-цекален сфинктер, сфинктер на Бузи, сфинктер на Хирш, сфинктер на Канон, сфинктер на Канон-Бем, сфинктер на Балли, анален сфинктер (sphincter ani). Съществуват два анални сфинктера – външен анален сфинктер (sphincter ani externus), съкращенията на който се контролират съзнателно, и вътрешен анален сфинктер (sphincter ani internus), съкращенията на който са несъзнателни.
- Сфинктери на отделителната система:
  - Вътрешен уретрален сфинктер (sphincter urethrae internus).
  - Външен уретрален сфинктер (sphincter urethrae externus).
- Сфинктери на зрителната система
  - Кръгов околоочен мускул – мимически мускул
  - Сфинктер на ириса (зеничен свивач или зеничен стегач) (sphincter pupillae).